# Western & Southern Open 2016
Western & Southern Open 2016 - чоловічий і жіночий тенісний турнір, що проходив на відкритих кортах з твердим покриттям Lindner Family Tennis Center у Мейсоні (США). Належав до категорії Masters 1000 в рамках Туру ATP 2016 і WTA Premier 5 у рамках Туру WTA 2016. Це був 115-й за ліком Мастерс Цинциннаті серед чоловіків і 88-й - серед жінок. Тривав з 15 до 21 серпня 2016 року.

## Очки і призові

### Нарахування очок
| Дисципліна                 | П    | Ф   | ПФ  | ЧФ  | 1/8 | 1/16 | 1/32 | Q   | Q2  | Q1  |
| Чоловіки, одиночний розряд | 1000 | 600 | 360 | 180 | 90  | 45   | 10   | 25  | 16  | 0   |
| Чоловіки, парний розряд    | 1000 | 600 | 360 | 180 | 90  | 0    | Н/Д  | Н/Д | Н/Д | Н/Д |
| Жінки, одиночний розряд    | 900  | 585 | 350 | 190 | 105 | 60   | 1    | 30  | 20  | 1   |
| Жінки, парний розряд       | 900  | 585 | 350 | 190 | 105 | 5    | Н/Д  | Н/Д | Н/Д | Н/Д |

### Призові гроші
| Дисципліна                 | П        | F        | ПФ       | ЧФ       | 1/8     | 1/16    | 1/32    | Q2     | Q1     |
| Чоловіки, одиночний розряд | $834,000 | $409,270 | $205,980 | $104,740 | $54,390 | $28,675 | $15,480 | $3,570 | $1,820 |
| Жінки, одиночний розряд    | $515,000 | $247,320 | $123,665 | $58,390  | $29,320 | $15,205 | $12,205 | $3,230 | $1,960 |
| Чоловіки, парний розряд    | $258,500 | $126,550 | $63,470  | $32,580  | $16,840 | $8,890  | Н/Д     | Н/Д    | Н/Д    |
| Жінки, парний розряд       | $147,700 | $74,600  | $36,670  | $18,590  | $9,415  | $4,650  | Н/Д     | Н/Д    | Н/Д    |

## Учасники основної сітки в рамках чоловічого турніру

### Сіяні учасники
| Країна          | Гравець               | Рейтинг | Сіяний |
| --------------- | --------------------- | ------- | ------ |
| Велика Британія | Енді Маррей           | 2       | 1      |
| Швейцарія       | Стен Вавринка         | 4       | 2      |
| Іспанія         | Рафаель Надаль        | 5       | 3      |
| Канада          | Мілош Раоніч          | 6       | 4      |
| Японія          | Кей Нісікорі          | 7       | 5      |
| Чехія           | Томаш Бердих          | 8       | 6      |
| Франція         | Жо-Вілфрід Тсонга     | 9       | 7      |
| Австрія         | Домінік Тім           | 10      | 8      |
| Франція         | Гаель Монфіс          | 11      | 9      |
| Іспанія         | Давид Феррер          | 12      | 10     |
| Бельгія         | Давід Ґоффен          | 13      | 11     |
| Хорватія        | Марин Чилич           | 14      | 12     |
| Франція         | Рішар Гаске           | 15      | 13     |
| Австралія       | Нік Киріос            | 16      | 14     |
| Іспанія         | Роберто Баутіста Аґут | 17      | 15     |
| Іспанія         | Фелісіано Лопес       | 18      | 16     |

- Рейтинг подано станом на 8 серпня 2016

### Інші учасники
Учасники, що потрапили до основної сітки завдяки вайлд-кард:
- Джаред Доналдсон
- Тейлор Фріц
- Рейллі Опелка
- Фернандо Вердаско

Такі учасники отримали право на участь в основній сітці завдяки захищеному рейтингові:
- Жульєн Беннето
- Хуан Монако

Гравці, що потрапили до основної сітки через стадію кваліфікації:
- Ніколоз Басілашвілі
- Малік Джазірі
- Джон Міллман
- Юіті Суґіта
- Їржі Веселий
- Михайло Южний
- Міша Зверєв

Як щасливий лузер в основну сітку потрапили такі гравці:
- Адріан Маннаріно

### Відмовились від участі
До початку турніру
- Новак Джокович (травма зап'ястка) →його замінив  Андреас Сеппі
- Роджер Федерер (відновлення після травми коліна) →його замінив  Вашек Поспішил
- Філіпп Кольшрайбер →його замінив  Пабло Карреньо Буста
- Андрій Кузнєцов →його замінив  Ніколас Альмагро
- Жіль Мюллер →його замінив  Ніколя Маю
- Джек Сок →його замінив  Борна Чорич
- Янко Типсаревич (втома) →його замінив  Адріан Маннаріно

Під час турніру
- Гаель Монфіс (травма спини)

### Знялись
- Борна Чорич
- Олександр Долгополов (травма спини)

## Учасники основної сітки в парному розряді

### Сіяні пари
| Країна          | Гравець         | Країна   | Гравець        | Рейтинг1 | Сіяний |
| --------------- | --------------- | -------- | -------------- | -------- | ------ |
| Франція         | П'єр-Юг Ербер   | Франція  | Ніколя Маю     | 3        | 1      |
| США             | Боб Браян       | США      | Майк Браян     | 11       | 2      |
| Велика Британія | Джеймі Маррей   | Бразилія | Бруно Соарес   | 12       | 3      |
| Хорватія        | Іван Додіг      | Бразилія | Марсело Мело   | 14       | 4      |
| Нідерланди      | Жан-Жульєн Роєр | Румунія  | Горія Текеу    | 23       | 5      |
| Канада          | Деніел Нестор   | Канада   | Вашек Поспішил | 26       | 6      |
| Індія           | Роган Бопанна   | Румунія  | Флорін Мерджа  | 29       | 7      |
| ПАР             | Равен Класен    | США      | Ражів Рам      | 34       | 8      |

- Рейтинг подано станом на 8 серпня 2016

### Інші учасники
Нижче наведено пари, які отримали вайлдкард на участь в основній сітці:
- Браян Бейкер /  Раян Гаррісон
- Ерік Буторак /  Тейлор Фріц

### Відмовились від участі
До початку турніру
- Сем Кверрі (травма спини)
- Стен Вавринка (хвороба)

Під час турніру
- Мілош Раоніч (хвороба)

## Учасниці основної сітки в рамках жіночого турніру

### Сіяні учасниці
| Країна          | Гравчиня               | Рейтинг | Сіяні |
| --------------- | ---------------------- | ------- | ----- |
| США             | Серена Вільямс         | 1       | 1     |
| Німеччина       | Анджелік Кербер        | 2       | 2     |
| Румунія         | Сімона Халеп           | 3       | 3     |
| Іспанія         | Гарбінє Мугуруса       | 4       | 4     |
| Польща          | Агнешка Радванська     | 5       | 5     |
| Італія          | Роберта Вінчі          | 8       | 6     |
| Росія           | Світлана Кузнецова     | 10      | 7     |
| Словаччина      | Домініка Цібулкова     | 11      | 8     |
| Іспанія         | Карла Суарес Наварро   | 12      | 9     |
| Велика Британія | Джоанна Конта          | 13      | 10    |
| Чехія           | Петра Квітова          | 14      | 11    |
| Швейцарія       | Тімеа Бачинскі         | 15      | 12    |
| Швейцарія       | Белінда Бенчич         | 16      | 13    |
| Австралія       | Саманта Стосур         | 17      | 14    |
| Чехія           | Кароліна Плішкова      | 18      | 15    |
| Росія           | Анастасія Павлюченкова | 19      | 16    |
| Україна         | Еліна Світоліна        | 20      | 17    |

- Рейтинг подано станом на 8 серпня 2016

### Інші учасниці
Учасниці, що потрапили до основної сітки завдяки вайлд-кард:
- Луїза Чиріко
- Крістіна Макгейл
- Серена Вільямс (знялись через травму плеча)

Гравчині, що потрапили до основної сітки через стадію кваліфікації:
- Тімеа Бабош
- Анніка Бек
- Катерина Бондаренко
- Ежені Бушар
- Алізе Корне
- Варвара Флінк
- Дарія Гаврилова
- Курумі Нара
- Алісон Ріск
- Донна Векич
- Ч Шуай
- Чжен Сайсай

Такі тенісистки потрапили в основну сітку як Щасливі лузери:
- Місакі Дой
- Вікторія Голубич
- Юганна Ларссон
- Цветана Піронкова

### Відмовились від участі
До початку турніру
- Єлена Янкович → її замінила  Анна Кароліна Шмідлова
- Петра Квітова (травма правої ноги) → її замінила  Вікторія Голубич
- Катерина Макарова (зміна графіку) → її замінила  Юганна Ларссон
- Моніка Пуїг (lower back) → її замінила  Цветана Піронкова
- Слоун Стівенс → її замінила  Леся Цуренко
- Серена Вільямс → її замінила  Місакі Дой

### Знялись
- Алізе Корне

## Учасниці основної сітки в парному розряді

### Сіяні пари
| Країна            | Гравчиня       | Країна            | Гравчиня            | Рейтинг1 | Сіяна |
| ----------------- | -------------- | ----------------- | ------------------- | -------- | ----- |
| Франція           | Каролін Гарсія | Франція           | Крістіна Младенович | 7        | 1     |
| Китайський Тайбей | Чжань Хаоцін   | Китайський Тайбей | Чжань Юнжань        | 12       | 2     |
| Угорщина          | Тімеа Бабош    | Казахстан         | Ярослава Шведова    | 17       | 3     |
| Швейцарія         | Мартіна Хінгіс | США               | Коко Вандевей       | 26       | 4     |
| Німеччина         | Юлія Гергес    | Чехія             | Кароліна Плішкова   | 28       | 5     |
| США               | Ракель Атаво   | США               | Абігейл Спірс       | 34       | 6     |
| Індія             | Саня Мірза     | Чехія             | Барбора Стрицова    | 40       | 7     |
| КНР               | Сюй Їфань      | КНР               | Чжен Сайсай         | 40       | 8     |

- Рейтинг подано станом на 8 серпня 2016

### Інші учасниці
Нижче наведено пари, які отримали вайлдкард на участь в основній сітці:
- Белінда Бенчич /  Кірстен Фліпкенс
- Лорен Девіс /  Варвара Лепченко
- Дарія Гаврилова /  Дарія Касаткіна

### Відмовились від участі
Під час турніру
- Кікі Бертенс (хвороба)
- Карла Суарес Наварро (травма лівої ноги)

## Фінальна частина

### Чоловіки. Одиночний розряд
- Марин Чилич —  Енді Маррей, 6–4, 7–5

### Одиночний розряд. Жінки
- Кароліна Плішкова —  Анджелік Кербер, 6–3, 6–1

### Парний розряд. Чоловіки
- Іван Додіг /  Марсело Мело —  Жан-Жульєн Роєр /  Горія Текеу, 7–6(7–5), 6–7(5–7), [10–6]

### Парний розряд. Жінки
- Саня Мірза /  Барбора Стрицова —  Мартіна Хінгіс /  Коко Вандевей, 7–5, 6–4